# Theodore "T-Bag" Bagwell
Theodore "T-Bag" Bagwell, gespeeld door Robert Knepper, is een personage uit de Amerikaanse televisieserie Prison Break. Nadat hij een bijrolletje had in Allen, de tweede aflevering van seizoen 1, werd de acteur een deel van de reguliere cast. Theodore's bijnaam in Fox River State Penitentiary, de gevangenis waar Prison Break zich afspeelt, is 'T-Bag'.
Het personage van T-Bag werd geïntroduceerd als een medegevangene van de hoofdpersoon Michael Scofield (gespeeld door Wentworth Miller), in het Fox River State Penitentiary. T-Bag is de gemeenste van de Fox River Eight. In het tweede seizoen, wendt T-Bags verhaallijn zich af van de hoofdplot. Als de serie zich voortzet, wordt er meer van de achtergrond van T-Bag bekendgemaakt. T-Bag wordt door Maya Schechter van TV Guide beschreven als "een van de engste personages op tv" en werd door Entertainment Weekly bestempeld als een van "TV's grootste schurken".

## Achtergrond
Theodore Bagwell werd geboren in Conecuh County, Alabama. Nadat zijn vader zijn, aan het syndroom van Down lijdende, zusje seksueel misbruikte, werd hij ook seksueel misbruikt door zijn vader. Theodore's vader is ook de persoon die verantwoordelijk is voor zijn welsprekende taalgebruik, omdat hij hele encyclopedieën en woordenboeken uit zijn hoofd moest leren. Zijn vader geloofde dat zijn zoon op deze manier een beter leven zou leiden en misschien zelfs president zou worden. Hij gaf T-Bag een keer de opdracht om 10 synoniemen van het woord 'destroy' (vernietigen) te geven, om aan de vrienden van zijn vader te laten zijn hoe goed hij was. Theodore bracht zijn jeugd af en toe door in de gevangenis, vaak voor vandalisme en dierenmishandeling. Toen hij in de vierde klas zat, probeerde hij het huis van zijn leraar in de fik te steken en werd hij veroordeeld tot 'juvenile hall'. Toen hij hier zat werd hij lid van de Alliance for Purity (Alliantie voor Zuiverheid), een groep die een blanke huidskleur als superioriteit stelt.
Als volwassene begaat T-Bag meer serieuze misdaden, zoals mishandeling, poging tot moord, moord, verkrachting en ontvoering. Al snel wordt hij de leider van de Alliance for Purity in de Donaldson gevangenis in Alabama en onder zijn leiderschap wordt de bende zo machtig in de gevangenis, dat de gevangenisdirecteur de bende opheft en T-Bag naar Fox River stuurt.
Voorafgaand aan zijn opsluiting in Fox River, ontwijkt T-Bag de autoriteiten en heeft hij een relatie met Susan Hollander, een alleenstaande moeder met twee kinderen uit een vorige relatie. Dit was een van de verhaallijnen uit de flashback-aflevering van seizoen 1: "Brother's Keeper". Ze komt erachter dat hij een gezochte moordenaar en verkrachter is als ze America's Most Wanted aan het kijken is en ze waarschuwt de politie. T-Bag had oprechte gevoelens voor Susan en hij probeerde echt te veranderen, maar door haar verraad wordt Theodore weer gemeen.
Aangezien er geen Alliance for Purity leden zijn in Fox River, begint T-Bag zijn eigen gang; de groei hiervan verleent hem veel invloed in de gevangenis. De gang is open biseksueel, Theodore heeft geen problemen met het zoeken van seksuele voldoening van andere gevangenen, vaak van jongere mannen.

## Verschijningen
T-Bag verschijnt in alle afleveringen van het eerste seizoen, behalve de Pilot en aflevering 5 "English, Fitz or Percy". Hij verschijnt echter niet in alle afleveringen van seizoen 2. Een jongere versie van het personage, gespeeld door Michael Gohlke, verscheen in één episode in een flashback in "Bad Blood".

### Seizoen 1
Nadat Michael Scofield (Wentworth Miller) gearriveerd is in Fox River, wil T-Bag hem hebben als zijn persoonlijk speeltje, maar hij slaagt hier niet in. Tijdens een rassen-rel in aflevering "Allen", wordt T-Bags "vriendje" dodelijk verwond. T-Bag denkt dat Scofield het gedaan heeft en wil wraak nemen op hem, maar wordt gestopt door John Abruzzi (Peter Stormare)
Tijdens een tweede rel, in een andere aflevering, komt T-Bag achter de ontsnappingsplannen en dreigt dat hij het zal doorvertellen als Michael en de anderen hem er niet bij betrekken; de anderen hebben geen keuze. Als de groep erachter komt dat ze een persoon te veel hebben voor een succesvolle ontsnapping, geeft Abruzzi T-Bag een keuze: trek je terug van de ontsnapping of sterf. Als wraak snijdt T-Bag Abruzzi's keel door, maar Abruzzi gaat niet dood.
Als Abruzzi terugkomt uit het ziekenhuis, probeert T-Bag hem nog een keer te vermoorden, maar hij wordt gestopt door Benjamin Miles "C-Note" Franklin (Rockmond Dunbar), die hem eraan herinnert dat Abruzzi voor het transport zorgt. In de voorlaatste aflevering van het seizoen, ontsnapt T-Bag uit Fox River met Michael en 6 andere gevangenen. Om zijn eigen veiligheid te garanderen, maakt hij zichzelf vast aan Michael, met handboeien. Abruzzi, die nu eindelijk wraak kan nemen, hakt T-Bags hand eraf met een bijl. Ze laten hem voor dood achter. Hij overleeft het echter.

### Seizoen 2
De eerste vier afleveringen van het seizoen laten T-Bags reis naar Utah zien, waar Charles Westmoreland zijn geld had verstopt. Voordat hij naar Utah gaat, laat T-Bag zijn hand er weer aanzetten door een dierenarts, die hij daarna vermoordt, en kleurt hij zijn haar om zijn voorkomen te veranderen. In de vijfde aflevering en de daaropvolgende 2 afleveringen, neemt hij deel aan de hoofdcast als de groep van vijf voortvluchtigen die aan het graven zijn voor Westmorelands $5 miljoen onder een garage. T-Bag bedriegt de andere voortvluchtigen, door het geld te stelen en hij begint zijn reis om Susan Hollander te vinden, de vrouw die hem verraadde. Vanaf de achtste aflevering, scheidt T-Bags verhaallijn zich weer van de hoofdplot.
In de volgende aflevering, "Unearthed", wordt T-Bag gevangen door Brad Bellick (Wade Williams) en Roy Geary (Matt DeCaro) nadat hij de vijf miljoen dollar in een kluisje op het busstation heeft verstopt. In de daaropvolgende aflevering martelen Bellick en Geary T-Bag, om uit te vinden waar T-Bag het geld heeft verstopt. Nadat hij de locatie aan hen heeft verteld, gebruiken ze handboeien van plastic om T-Bag vast te maken aan de verwarming. Nadat T-Bag ontsnapt in "Bolshoi Booze", door zijn hand weer los te maken van zijn arm, vermoordt hij Geary, die Bellick heeft bedrogen en ervandoor is gegaan met het geld. Voordat hij weggaat met het geld, zorgt T-Bag ervoor dat het bewijsmateriaal erop wijst dat Bellick Geary heeft vermoord.
Uiteindelijk komt T-Bag erachter waar Susan zich bevindt, in de laatste aflevering van 2006 (in Amerika), "The Killing Box". In de volgende twee verschijningen van het seizoen, gijzelt T-Bag Susan en haar kinderen in hun huis in Ness City, Kansas. Hij neemt ze mee naar het huis waar hij vroeger woonde in Alabama, in "Bad Blood", waar hij hun vertelt dat zij zijn "verlossing" zijn en hij wil met hen zijn huis herbouwen en deel worden van het gezin. Susan wijst hem echter af, door te zeggen dat ze niet in staat is om van hem te houden. T-Bags hart is gebroken door deze afwijzing en hij verlaat het gezin. Later belt hij de politie die hen bevrijdt uit het huis.
Vanaf de achttiende aflevering gaat T-Bags verhaallijn voornamelijk over zijn twijfels om naar Thailand te gaan. Nadat hij de identiteit van een dokter steelt die hij heeft vermoord, koopt T-Bag een ticket naar Bangkok en vertrekt hij met een vliegtuig dat eerst in Chicago stopt. Toevallig zit Bellick ook in dit vliegtuig. T-Bag herkent Bellick op de Mexico City International Airport in de aflevering "Sweet Caroline", en is gedwongen om zich te verstoppen, waardoor hij zijn geld verliest op de bagage-band. Hij probeert het geld nog te krijgen via een bewaker, maar slaagt hier niet in. Hij rent weg als er een nieuwsbericht over hem te zien is.
Nadat hij op het nippertje Sucré en Bellick ontweken heeft in de aflevering "Panama", reist T-Bag naar Panama; daar vermoordt hij een prostituee die Susan beledigt. Bill Kim stuurt een agent naar Panama, om te zorgen dat T-Bag hem naar Lincoln en Michael leidt, die ook in Panama zijn.
Kims plannetje mislukt in de daaropvolgende aflevering, "Fin Del Camino" en T-Bag wordt achtervolgd door Bellick, Sucré en Michael. Hij ontsnapt van Bellick door hem in zijn been te schieten, maar wordt nog steeds door Sucré en Michael achternagezeten. T-Bag ontsnapt weer door Sucré in zijn borst te steken met een schroevendraaier, maar wordt door Michael in een verlaten huis gedreven. T-Bag pleit voor een wapenstilstand, maar Michael accepteert dit niet, omdat hij zich schuldig voelt voor alle moorden die T-Bag gepleegd heeft sinds ze zijn ontsnapt uit de gevangenis. Michael wint van T-Bag door zijn resterende hand aan de vloer te spietsen en hem achter te laten voor de politie. Hij wordt daarna overgebracht naar een gevangenis in Panama, waar Bellick ook zit. T-Bag is in seizoen 2 het laatst schreeuwend in de gevangenis te zien, nadat een man van the Company hem hier achterlaat.

### Seizoen 3
Hij zit nu in Sona in de gevangenis, samen met Michael en Mahone. T-Bag krijgt het weer eens voor elkaar om zichzelf in een makkelijker gevangenisleven dan de rest te praten, door zichzelf aan te sluiten bij Lechero, een drugsbaron die de machtigste man van de gevangenis is. Al snel chanteert Michael T-Bag met zijn pedofiele verleden, om toegang te krijgen tot Lechero's telefoon. T-Bag geeft Michael de telefoon, maar als hij hem terug legt merkt Lechero dat zijn telefoon niet meer op dezelfde plek ligt. T-Bag verzint een list, door Lechero zich te laten afvragen of zijn rechterhand Sammy, die erg vijandig tegenover T-Bag is, nog wel trouw aan hem is. Lechero wordt succesvol door T-Bag gemanipuleerd als zijn persoonlijke spion. T-Bag krijgt hierdoor een hogere positie in de gevangenis.
Daarna wint T-Bag het vertrouwen van Lechero's hoofddrugssmokkelaar en -dealer, Nieves. Dit doet hij alleen maar zodat hij hem kan vermoorden door hem te laten stikken in een plastic zak. Hij verbergt de moord, door het op een drugs-overdosis te laten lijken. T-Bag mag vanaf nu de rol van Nieves op zich nemen, door Lechero's nieuwe drugsdealer te worden. Ook beschermt hij Zuster Mary Francis, wanneer de bewakers Sona binnenvallen, waardoor hij gevoelens voor haar begint te krijgen. Wanneer ze Lechero's geld steelt, neemt hij de schuld op zich en wordt hij gestraft door Lechero.
Later, wanneer James Whistler wordt beschuldigd van moord en hij bijna wordt vermoord door Lechero, doet T-Bag net alsof hij Michael helpt, door hem te vragen of hij zijn rivaal Sammie wil beschuldigen van de moord, maar Michael weigert om dat te doen.
Bij de ontsnapping wordt hij gearresteerd en terug in Sona geplaatst, waar hij de leiding van de gevangenis zal overnemen. In plaats van Lechero.

### Seizoen 4
In het 4e seizoen is T-Bag met Fernando Sucre en Brad Bellick ontsnapt uit Sona, door de gevangenis plat te branden. Hij gaat met behulp van het boekje van Whistler op zoek naar wat Whistler gepland had. Hij komt bij het bedrijf Gate terecht onder de naam Cole Pfeiffer. T-Bag neemt zijn baan als verkoper Cole Pfeiffer erg serieus. Hij voelt zich gerespecteerd en wil bij Gate blijven. Als hij uiteindelijk ontmaskerd wordt, komt hij terecht bij Burrows, Don Self en Mahone. Ze vormen een team, en ze moeten Scylla terugvinden. Hij verraadt het team door General Jonathan Krantz in te lichten over alles wat het team ontdekt heeft. T-Bag komt zo voor Krantz te werken en heeft de taak om Lincoln neer te schieten, wanneer Krantz, Scylla terugkrijgt van Linc. Dit komt echter nooit zo ver. T-Bag wordt in een val gelokt door Fernando Sucre en C-Note. Ze martelen de positie van Krantz uit hem en zo wordt T-Bag aan de autoriteiten afgeleverd. Lincoln en Michael mogen uiteindelijk, na het geven van Scylla aan de verenigde naties, beslissen of ze T-Bag ook een pardon verlenen of dat ze hem terugsturen naar de gevangenis. Ze kiezen voor het laatste en in een flashforward, 4 jaar de toekomst in, zien we T-Bag terug in Fox River. Als een gevangene een boek van Gate leest en een van T-Bags uitspraken als Cole Pfeiffer hardop roept, wordt T-Bag kwaad. Het herinnert hem aan de tijd als Cole Pfeiffer, gerespecteerd verkoper, de status die hij ooit gehad heeft.

### Seizoen 5
Nadat T-Bag eindelijk wordt vrijgelaten uit Fox River, ontvangt hij een brief die aangeeft dat Michael Scofield nog leeft. Een anonieme persoon onder de naam "Outis", financiert een operatie waarmee T-Bag een functionele robothand kan hebben. Nadat T-Bag ontdekt dat de mysterieuze man "Outis" Michael Scofield is, neemt T-Bag contact op met Sara in het ziekenhuis over de twee handlangers die haar volgen, maar hoewel Sara wel naar hem luistert, dreigt ze T-Bag om weg te blijven bij haar en haar familie. Later, nadat ze ontdekte dat de handlangers haar vingerafdruk gebruikten om haar telefoon te hacken, vermoedt ze dat dit komt door Kellerman, omdat ze daar een glas water dronk. Sara belt T-Bag en vertelt hem dat hij Kellerman moet bezoeken om alles te weten te komen over zijn betrokkenheid bij Michaels verdwijning. Kellerman ontkent dat hij Poseidon is tijdens het bezoek en informeert hem over de achtergrond van Poseidon voordat hij wordt neergeschoten door de 2 handlangers genaamd A&W en Van Gogh. T-Bag daarentegen slaagt er wel in om er levend uit te komen door de politie te bellen en te ontsnappen via een raam. Vervolgens volgt hij de twee huurmoordenaars, A&W en Van Gogh, waarbij hij er achter komt dat ze een ontmoeting hebben met Sara's echtgenoot Jacob Anton Ness. T-Bag maakt foto's en laat ze later aan Sara zien, waarbij hij haar informeert dat ze de hele tijd met de vijand heeft geslapen. Michael onthult later dat hij contact heeft opgenomen met T-Bag omdat hij wist dat Poseidon niet controleerde of Michael met mensen praatte die hij haatte. Michael vraagt T-Bag om Poseidon te vermoorden, zodat ze eindelijk allemaal een vredig leven kunnen leiden en T-Bag is het daarmee eens. Echter, tijdens de poging om Poseidon opnieuw in beeld te brengen voor de moord op Harlan Gaines, wordt David neergeschoten door A&W en sterft. De woedende T-Bag doodt A&W uit wraak en wordt teruggestuurd naar de gevangenis Fox River. Hij eindigt met Poseidon als zijn celgenoot en valt hem brutaal aan terwijl de Fox River-gevangenen hem aanmoedigen, hij doodt hem uiteindelijk om wraak te nemen voor de dood van zijn zoon. In 1991 sliep T-Bag met een serveerster, met als resultaat David Martin, zijn zoon.

### Breakout Kings
T-Bag verscheen in de derde aflevering van het A & E-serie Breakout Kings , getiteld "The Bag Man". Breakout Kings is gemaakt door Prison Break schrijvers Nick Santora en Matt Olmstead
T-Bag ontsnapt weer uit Fox River en wordt nagespeurd door het team van US Marshals. Als T-Bag begint met het zoeken naar, en het doden van bepaalde mensen, proberen de US Marshals hem op te sporen door af te leiden wat T-Bags motivatie is om te ontsnappen en waarom hij de mensen vermoordt. Uiteindelijk bleek dat zijn moeder stervende is in een verpleeghuis, en de mensen die T-Bag had vermoord waren ordonnansen die haar in het verleden hadden misbruikt en bestolen. De groep vindt hem uiteindelijk in het ziekenhuis waar zijn moeder verblijft, maar ze laten hem een laatste moment met zijn moeder doorbrengen voordat ze hem weer in hechtenis nemen. Echter, in de slotscène, is te zien dat T-bag een sadistische glimlach op zijn gezicht heeft, dit kan betekenen dat we niet het laatste van Theodore Bagwell gezien hebben.

## Personage
Ondanks dat hij wordt veracht door de andere criminelen om zijn wrede misdaden en zijn toetreding tot de Alliance for Purity, is T-Bag vrij welsprekend en wordt hij door veel vrouwen die hij ontmoet charmant bevonden. Knepper zegt: "T-Bag is niet gek. Hij weet precies wat hij doet. Hij laat zich niet gek maken." In een ander interview zegt Knepper: "Ik speel hem nooit als de stereotiepe racist. Hij is eigenlijk best sluw en slim." Hij vergelijkt het karakter met Truman Capote.
De seksuele interesses van het personage, variëren van mannen naar vrouwen en kinderen. Wanneer er wordt gevraagd naar de seksualiteit van T-Bag, antwoordt Knepper: "Hier kunnen we niet over oordelen. T-Bag is niet homoseksueel. Hij is een beest. Hij zou seks hebben met wie dan ook, het maakt hem niks uit."
Knepper zegt: "Rond aflevering 6 of 7 kreeg ik heel veel brieven van mensen die zeiden, 'Aan het begin van de serie haatte ik je en ik wilde je dood hebben. Nu wil ik je nog steeds dood hebben, maar ik begin met je mee te leven.' Ik denk dat er iets in mijn ogen is, een kinderlijk trekje of iets dergelijks. Er is nog steeds onschuld. Er is nog steeds een beetje hoop".
Ondanks het feit dat hij een van de Fox River Eight is die erg breekbaar is (de andere is Michael Scofield), heeft T-Bag laten zien dat hij ongelooflijk sterk is; louter het feit dat hij mensen kan vermoorden met alleen maar één hand, nadat Abruzzi de andere hand heeft afgehakt, laat dit monumentale bewijs zien, samen met zijn grote tolerantie voor pijn.

## Productiedetails
Silas Weir Mitchell, die de rol kreeg van Charles "Haywire" Patoshik, deed in eerste instantie auditie voor de rol van T-Bag.